# Erchanbert

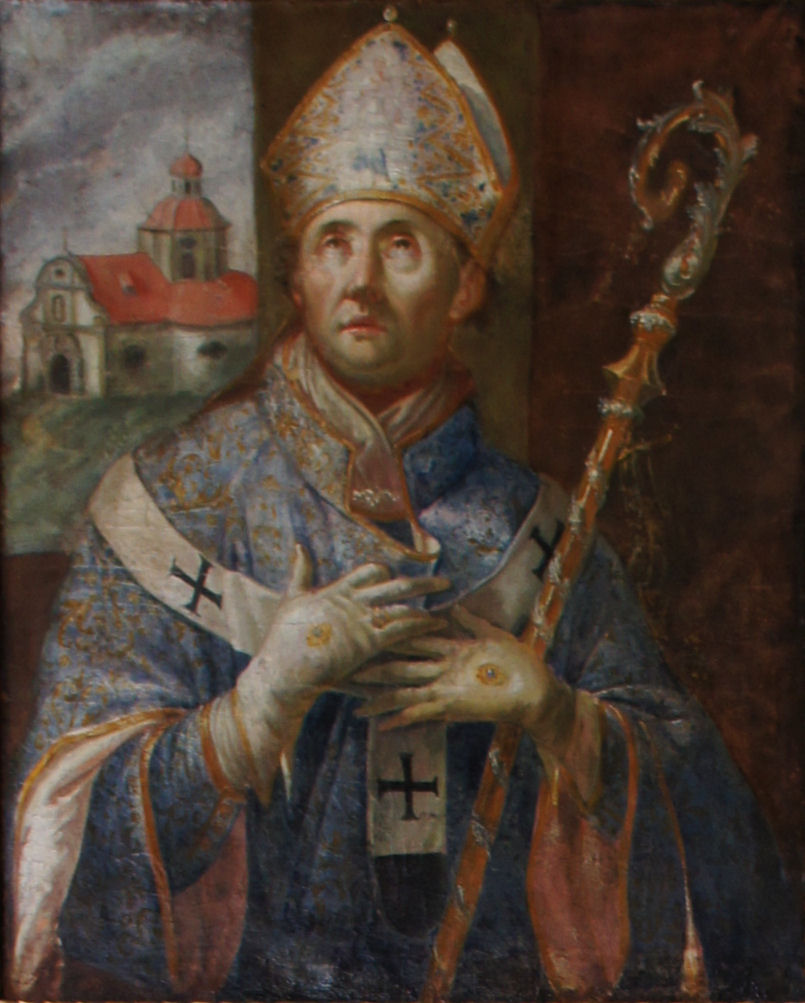
Erchanbert auf einem Gemälde im Fürstengang Freising

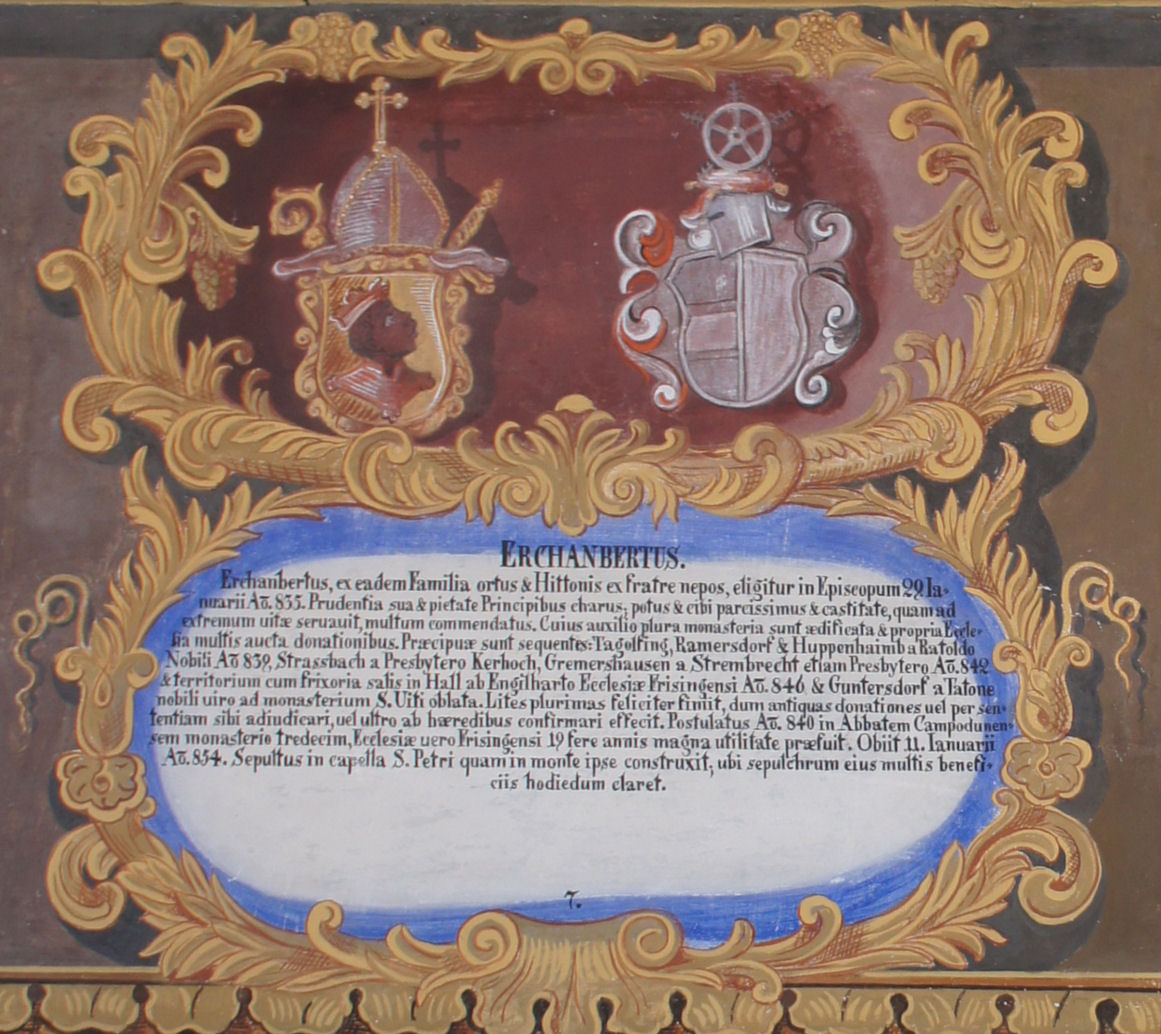
Wappentafel von Erchanbert im Fürstengang Freising

Erchanbert, auch Erchambert († 854) war der 7. Bischof von Freising von 835/836 bis 854.
Er entstammte dem bayerischen Hochadel der Huosi und war Neffe seines Vorgängers Hitto von Freising. Seine Ausbildung erhielt er vermutlich am Freisinger Domkapitel. 843 war er beim Vertrag von Verdun vertreten. Spätestens 844 wurde er auch Abt des Stifts Kempten. Erchanbert gilt als erfolgreicher Förderer des Bistums Freising und wurde später als Seliger verehrt.
Bestattet wurde er in der Peterskapelle auf dem Freisinger Domberg. Vor deren Abriss während der Säkularisation in Bayern wurden seine Gebeine in den Freisinger Dom überführt.